# 右田村
右田村（みぎたそん）は、かつて山口県佐波郡に存在した村である。
1951年4月1日に防府市に編入合併して消滅した。「右田」の名は現在も防府市の地域名として名前が残っている。

## 地理
村は佐波川の右岸にあり、地区内に国道2号・山口県道24号防府徳地線が通り、山陽自動車道防府東インターチェンジがある。防府市の中心部から近いこともあり、山陽自動車道のインターチェンジや、国道2号、山口市を結ぶ国道262号が通っており交通網が発達している。なお旧右田村を通る国道2号は防府バイパスとして開通したもので、建物が隣接して建てられない様になっていることや、国道262号は坂になっている区間が長く、郊外型の商業施設は少ない。防府市内の他の地区と比べ、山口市街へ時間がかからずに行くことができるため、山口市にある小売店舗や求人広告の折り込みチラシも入ることが多い。

### 新興住宅地
高井地区では宅地化が進んでいる他、大崎地区には自由ヶ丘という新興住宅地がある。

## 歴史
- 1889年（明治22年）4月1日 - 町村制の施行により、上右田村、下右田村、高井村 (山口県)、大崎村 (山口県)、佐野村 (山口県)の区域をもって発足。
- 1947年（昭和22年）12月4日 - 昭和天皇の戦後巡幸。右田中学校に行幸[2]。
- 1951年（昭和26年）4月1日 - 防府市に編入。同日右田村廃止。

## 現状
- 人口は13,556人（2006年12月時点）

## 施設
- 山口県立総合医療センター
- 防府市立右田小学校
- 防府市立玉祖小学校
- 防府市立右田中学校
- 劔神社
- 玉祖神社
- 熊野神社
- 天徳寺
- 乗円寺
- 真宗寺
- 月の桂の庭